# Лисил Рандон
Лисил Рандон (фр. Lucile Randon; Але, 11. фебруар 1904 — Тулон, 17. јануар 2023) била је француска монахиња, часна сестра и суперстогодишњакиња која је према гинисовој књизи рекорда носила титулу најстарије живе особе на свету у периоду од 19. априла 2022. до 17. јануара 2023. године. Тренутно је друга најстарија особа која је икада живела у Француској и Европи, одмах иза Жане Калман (1875—1997).

## Биографија
Лисил Рандон рођена је у Алеу, Француска, 11. фебруара 1904. године. Њени родитељи били су Пол Рандон (1866—1938) и Алфонсин Делфин Рандон (1869—1936). Рођена је као близнакиња, међутим њена сестра близнакиња, Лидија, преминула је у доби од 17 месеци. Имала је и два старија брата, Андреа (1892—1971) и Луцијена (1895—1972). Одрасла је у протестантској породици, њен деда по оцу био је жупник. У доби од 19 година, прешла је у католичанство, а у доби од 40 година постала је монахиња у конгрегацији сестара Сен Винсент де Пол у Паризу, узевши име сестра Андре у част свог старијег брата, са којим је била веома блиска.
Радила је као учитељица и васпитачица, а током Другог светског рата, чувала је децу. После рата, провела је 28 година радећи са сирочади и старијим људима у болници у Вишију, а затим је провела три деценије радећи у старачком дому у Савоји.
1995. године, у 91. години живота, доживела срчани удар који је захтевао операцију њене каротидне артерије, а 2009. године, у доби од 105 година, преселила се у дом за пензионере у Тулону.
13. јула 2017. године, након смрти 115-годишње Мари-Џозефин Годет из Италије, постала је најстарија жива монахиња на свету.
19. октобра 2017. године, након смрти 114-годишње Онорин Рондело, постала најстарија жива особа у Француској.
Када је напунила 115 година, питали су је за њену тајну дуговечности, рекла је да нема тајне, али верује да бог жели да она замени године њене сестре близнакиње које она није је доживела. 2019. године, проглашена је за почасног грађанина града Тулона, а добила је и писмо од Папе Фрање.
2. јуна 2019. године, у доби од 115 година и 111 дана, премашила је старост Мари-Џозефин Годет (1902—2017) од 115 година и 110 дана, поставши најстарија црквена особа икада забележена.
18. јуна 2019. године, након смрти 116-годишње Марије Ђузепе Робучи из Италије, постала је најстарија жива особа у Европи.
16. јануара 2021. године, била позитивна на Ковид 19, иако није имала никакве симптоме осим осећаја умора, успешно се опоравила непосредно пре 117. рођендана, поставши најстарија особа која је икада преживела ту болест.
11. фебруара 2022. године, прославила је свој 118 рођендан, тада је још увек била доброг здравља, а памћење ју је одлично служило. Поводом њеног 118. рођендана, честитке јој је као и сваке године, упутио и председник Француске Емануел Макрон.
19. априла 2022. године, након смрти 119-годишње Канеа Танаке из Јапана, званично је ушла у гинисову књигу рекорда као најстарија жива особа на свету и последња преживела особа рођена пре 1907. године.
Лисил Рандон преминула је у Тулону, Француска, 17. јануара 2023. године, у доби од 118 година и 340 дана.